# ナディル・ゾルテア
ナディル・ゾルテア（Nadir Zortea、1999年6月19日 - ）は、イタリア・ヴェネト州フェルトレ出身のサッカー選手。カリアリ・カルチョ所属。ポジションはDF。

## クラブ経歴
アタランタBCの下部組織で育成され、トップチームデビュー前の2019年7月30日、USクレモネーゼへの2シーズンのレンタル移籍が決定した。2019年8月24日、セリエBのヴェネツィアFC戦にて途中交代でプロデビューを果たした。
2021年7月19日、2021-22シーズンはUSサレルニターナ1919へレンタル移籍することが発表された。
2023年1月31日、買取オプシィン付きの契約で2022-23シーズン終了までUSサッスオーロ・カルチョへレンタル移籍をした。
2024年1月18日、2023-24シーズンいっぱいはフロジノーネ・カルチョへレンタル移籍をする事が決定した。